# Зазубренное лезвие
«Зазубренное лезвие» (англ. Jagged Edge) — криминальный детектив с элементами триллера 1985 года режиссёра Ричарда Маркуанда (который также стал последним фильмом, выпущенным при его жизни) о том, какой опасной иногда бывает страсть.
Премьера фильма состоялась 5 сентября 1985 года в Канаде на Международном кинофестивале в Торонто.

## Сюжет
Богатый бизнесмен Джек Форрестер арестован по обвинению в убийстве своей жены и служанки, которая стала свидетельницей преступления. Его защитником становится Тедди Барнс — женщина-адвокат, которая берётся за дело только тогда, когда точно уверена, что её подзащитный невиновен. К тому же, у неё есть несведённые счёты с бывшим начальником-прокурором, предъявившим обвинение. Тедди с головой погружается в дело и обнаруживает очевидные нестыковки. Адвокат хочет убедиться, что подозреваемый в двойном убийстве бизнесмен невиновен. Пытаясь узнать его поближе, она влюбляется в Джека. Но поддавшись чувствам, Тедди ещё сомневается в его непричастности…

## В ролях
- Гленн Клоуз — Тедди Барнс
- Мария Майензет — Пейдж Форрестер
- Джефф Бриджес — Джек Форрестер
- Питер Койоти — Томас Кресни
- Роберт Лоджиа — Сэм Рэнсом
- Джон Кларк — доктор Холлоуэй
- Лэнс Хенриксен — Фрэнк Мартин
- Джеймс Карен — Эндрю Хардести
- Брэндон Колл — Дэвид Барнс
- Ли Тейлор-Янг — Вирджиния
- Карен Остин — Джули Дженсон

## Съёмки
- Слоган фильма — «There are two sides of this mystery. Murder…And Passion» — «У этой тайны две стороны. Убийство… И страсть».
- При бюджете в $15 млн сборы составили более $40 млн[1] Съёмки проводились в начале 1985 года в Калифорнии.
- В спальне главных героев висит плакат из картины «Звёздные войны. Эпизод 6: Возвращение Джедая» — фильма, поставленного Ричардом Маркуандом.[2]
- Первоначально планировалось пригласить на главную роль Кевина Костнера, но актёр отказался. Главную женскую роль должна была сыграть Джейн Фонда, но студия заменила её на Гленн Клоуз.
- Оригинальное название сценария «Сердца огня» не понравилось студии, и было принято решение о его замене. Новое название пришло случайно, из фразы «Нож с зазубренным лезвием».

## Мировой релиз
США — 4 октября 1985 года

 Испания — 17 января 1986 года

 Португалия — Февраль 1986 года на Международном кинофестивале Фантаспорто

 Австралия — 6 февраля 1986 года

 Финляндия — 7 февраля 1986 года

 Швеция — 21 февраля 1986 года

 Франция — 26 февраля 1986 года

 Гонконг — 9 марта 1986 года

 Великобритания — 14 марта 1986 года

 Норвегия — 20 марта 1986 года

 Аргентина — 3 апреля 1986 года

 Венгрия — 24 сентября 1987 года

| Год  | Премия                 | Категория                         | Результат |
| ---- | ---------------------- | --------------------------------- | --------- |
| 1986 | Оскар                  | Лучшая мужская роль второго плана | Номинация |
| 1986 | Edgar Allan Poe Awards | Лучший сценарий                   | Номинация |
| 1986 | Fantasporto            | Лучший фильм                      | Номинация |
| 1987 | Young Artist Awards    | Брэндон Колл                      | Номинация |